# Episodi de L'allegra banda di Nick (diciottesima stagione)
La diciottesima stagione della serie televisiva L'allegra banda di Nick è stata trasmessa in anteprima in Canada dalla CBC Television tra il 13 settembre 1989 e il 12 dicembre 1989.
| nº | Titolo originale        | Titolo italiano | Prima TV Canada   | Prima TV Italia |
| -- | ----------------------- | --------------- | ----------------- | --------------- |
| 1  | Small Craft Warning     |                 | 13 settembre 1989 |                 |
| 2  | Outlaw                  |                 | 27 settembre 1989 |                 |
| 3  | Security Systems        |                 | 4 ottobre 1989    |                 |
| 4  | Sticks and Stones       |                 | 11 ottobre 1989   |                 |
| 5  | Hot Stuff               |                 | 1º novembre 1989  |                 |
| 6  | Old Wounds              |                 | 8 dicembre 1989   |                 |
| 7  | Outward Bound           |                 | 15 novembre 1989  |                 |
| 8  | The Sechelt Queen       |                 | 22 novembre 1989  |                 |
| 9  | Second Growth           |                 | 29 novembre 1989  |                 |
| 10 | Old Times               |                 | 6 dicembre 1989   |                 |
| 11 | Skeletor & Weirdlyworks |                 | 13 dicembre 1989  |                 |
| 12 | A Bearish Market        |                 | 12 dicembre 1989  |                 |